# Aldo Cocchia
Pour les articles homonymes, voir Cocchia.
Aldo Cocchia (Naples, 30 août 1900 - Naples, 12 décembre 1968) est un officier de la marine italienne au cours de la première moitié du XXe siècle.
Il sert dans les quatre guerres et est connu pour être un amiral de la Marine royale italienne (Regia Marina) au cours de la Seconde Guerre mondiale.

## Biographie
Né à Naples en 1900, il fréquente l'Académie navale de Livourne, qu'il quitte le 18 novembre 1917 avec le grade d'aspirant de marine (guardiamarina). Pendant la première guerre mondiale, il s'embarque sur le cuirassé Conte di Cavour, où il reste de 1917 à 1919. En 1920, il embarque sur le croiseur éclaireur Augusto Riboty et participe aux opérations en Albanie. Le 8 décembre 1921, avec sa promotion au grade de lieutenant de vaisseau (tenente di vascello), il embarque à plusieurs reprises et devient l'aide de camp de l'amiral commandant le département militaire maritime de la haute mer Tyrrhénienne, basé à La Spezia.
Promu capitaine de corvette (capitano di corvetta ) le 1er mars 1930 et titulaire d'un certificat d'aptitude au tir à bord (désigné par les initiales T), il travaille à la direction des torpilles et des munitions de La Spezia et, en 1931, il est commandant en second du navire de soutien de sous-marins Antonio Pacinotti, puis commandant du sous-marin mouilleur de mines Marcantonio Bragadin.
Il participe à la guerre d'Éthiopie en tant que sous-chef d'état-major de la 2e division navale, à partir du 26 septembre 1935, et à la guerre civile espagnole, en commandant des vedettes-torpilleurs MAS (Motoscafo armato silurante), des sous-marins et des torpilleurs. Entre-temps, il a été promu au grade de capitaine de frégate (capitano di fregata) avec ancienneté le 1er décembre 1935.
À partir de septembre 1938, il prend le commandement du 3e escadron de destroyers à Massaoua, qu'il conserve jusqu'en mars 1940.
Lorsque l'Italie entre dans la Seconde Guerre mondiale, Cocchia commande le 1er groupe de sous-marins à La Spezia et le sous-marin Luigi Torelli. Il le commande lors de la première mission dans l'océan Atlantique, après quoi il est affecté à la base de Betasom (Bordeaux) en tant que chef d'état-major.
Il rentre chez lui et est promu capitaine de vaisseau (capitano di vascello). En mai 1941, il dirige la flottille hétérogène qui transporte et débarque un régiment italien à Sitía (côte orientale de la Crète), lors de l'invasion allemande de l'île, pour renforcer les troupes allemandes engagées dans la bataille. Il est ensuite nommé commandant militaire de l'île de Leros, poste qu'il occupe jusqu'en février 1942, date à laquelle son collègue Luigi Mascherpa lui succède.
Le 20 mars 1942, Cocchia reçoit le commandement du destroyer Nicoloso da Recco et du XVIe escadron de destroyers. Au cours des sept mois suivants, il est chef d'escorte de nombreux convois de ravitaillement naviguant de l'Italie et de la Grèce vers l'Afrique du Nord, affrontant à de nombreuses reprises et avec plus ou moins de succès les attaques aériennes et sous-marines britanniques.
Sa dernière mission d'escorte se termine, le 2 décembre 1942, par la bataille du banc de Skerki. Son convoi (composé des navires marchands Aventino, Aspromonte, Puccini et KT 1), défendu par trois destroyers (da Recco, Folgore et Camicia Nera) et deux torpilleurs (Procione et Clio), est attaqué pendant la nuit par la Force Q britannique, formée par les croiseurs légers HMS Aurora (12), HMS Sirius (82) et HMS Argonaut (61) et les destroyers HMAS Quiberon (G81) et HMS Quentin (G78). Sur les ordres de Cocchia, toute l'escorte passe à la contre-attaque de manière décisive, mais ne peut empêcher la destruction du convoi; le da Recco, après deux attaques infructueuses au canon et à la torpille, réduit la distance pour lancer une troisième attaque, mais la combustion accidentelle du mazout contenu dans la cheminée avant génère une colonne d'étincelles qui révèle sa position à l'ennemi. Le tir précis des Britanniques a gravement endommagé le da Recco, faisant exploser les magasins de munitions avant; plus de la moitié de l'équipage a été tué ou blessé, y compris Cocchia lui-même, qui a subi de graves brûlures, notamment au visage. Temporairement aveugle, il a dû céder le commandement au commandant en second. D'abord hospitalisé à Torrebianca (Trapani), il a passé les trois années suivantes dans diverses cliniques, subissant de nombreuses opérations chirurgicales pour tenter d'atténuer les dommages causés par l'incendie. Il a été défiguré ; pour son action déterminée dans la défense du convoi contre des forces supérieures, il a reçu la médaille d'or de la valeur militaire.
Transféré au rôle d'honneur en raison de ses blessures de guerre, il atteint le grade de contre-amiral (Ammiraglio di Squadra). À partir de novembre 1958, il est rédacteur de la "Rivista Marittima" et, de juillet 1960 à juin 1963, il est chef du bureau historique de l'état-major de la marine, dirigeant la rédaction d'une partie des volumes de la série concernant les activités de la marine italienne pendant la Seconde Guerre mondiale. Il était lui-même l'auteur privé de plusieurs livres commémoratifs et mémoires.
Il est décédé à Naples le 12 décembre 1968.

## Décorations militaires
- Médaille d'or de la valeur militaire

-- "Commandant d'un destroyer et chef d'escorte d'un convoi qui, pendant la nuit, traversait une zone maritime fortement menacée, quand il s'est rendu compte de l'approche de navires ennemis avec un nombre, un tonnage et des moyens techniques écrasants, il s'est immédiatement lancé avec ses unités à l'attaque, prenant également des dispositions pour la protection des navires du convoi. Comprenant rapidement la situation, il a entrepris une manœuvre audacieuse pour déborder l'ennemi, effectuant trois actions de feu distinctes dans le but de l'engager, de détourner son feu des unités du convoi et de pouvoir le battre à partir d'une position favorable avec des torpilles. Au cours de la troisième action de tir, quelques salves ennemies ont touché son unité, l'arrêtant et provoquant un violent incendie à l'intérieur et à l'extérieur du dépôt de munitions avancé, dont le brasier a gravement brûlé et carbonisé presque tout le monde sur le pont. Bien que physiquement handicapé en raison des brûlures très graves qu'il a subies à la tête et aux mains, il a gardé le commandement de son navire pendant plus de deux heures, menant des actions efficaces pour tenter de le sauver. Même lorsque son état physique, qui l'empêchait d'utiliser sa vue, l'a contraint à passer le commandement à son second, il a maintenu la direction des opérations de sauvetage, avec un sens élevé des responsabilités et un mépris stoïque pour les souffrances atroces, réussissant à maintenir à flot son navire, qui aurait autrement été perdu avec son équipage."

--Banc de  Sherki (Canal de Sicile), nuit le 2 décembre 1942. 
 - Médaille d'argent de la valeur militaire

-- Méditerranée centrale - mars 1942 - janvier 1943
 - Médaille de bronze de la valeur militaire

-- Egée - mai 1941
 - Médaille de bronze de la valeur militaire

-- Méditerranée centrale - juin 1942 
 - Médaille de bronze de la valeur militaire

-- Méditerranée orientale - août 1942